# Silly-en-Gouffern
Silly-en-Gouffern foi uma comuna francesa na região administrativa da Normandia, no departamento Orne. Estendia-se por uma área de 39,92 km². Em 2010 a comuna tinha 3 792 habitantes (densidade: 95 hab./km²).
Em 1 de janeiro de 2017, passou a formar parte da nova comuna de Gouffern en Auge.